# Patrick Larme
 (octobre 2018).
Si vous disposez d'ouvrages ou d'articles de référence ou si vous connaissez des sites web de qualité traitant du thème abordé ici, merci de compléter l'article en donnant les références utiles à sa vérifiabilité et en les liant à la section « Notes et références ».
Patrick Larme (né en 1961 à Lyon, Rhône-Alpes) est auteur, illustrateur, scénariste et dessinateur de bande dessinée. Il vit à Lyon. Depuis 2009, tout en restant freelance, il donne des cours dans une école d'arts appliqués à Villeurbanne.

## Publications
- CREATURAE recueil d'illustrations sur la fantasy, YIL éditions (2014)
- Aulonia Dun Olwen, Les Terres Elfiques, co-scénario de André-François Ruaud, Jet Stream Editions
- Les 5 pétales de l’Athélia, scénario de Alain Larchier, Éditions des Samsara
- Les aventures de Gaspard, la forêt mystérieuse, scénario de Carole Mansour et Claudie Chapgier, Lugdivine Editions
- Le corbeau amoureux, scénario de Robert Ayats, Éditions des Traboules
- Tam & Goshi, scénario de Christophe Cazenove, MPF éditions (2007)
- Compendium Medicinalis, collectif, AK éditions (2006)
- Oracle des Amis de Merlin, AK éditions (2006)
- Poèmes féeriques, poèmes de Victor Hugo, AK éditions (2005)
- Les Pères Noël bêtes et méchants, scénario de Patrick Larme et Michel Monteil, Bagheera (2000)
- Les Sorcières bêtes et méchantes, scénario de Patrick Larme et Michel Monteil, Bagheera (2000)
- Les Fantômes bêtes et méchants, scénario de Patrick Larme et Michel Monteil, Bagheera (2000)
- Les Gobelins bêtes et méchants, scénario de Patrick Larme et Michel Monteil, Bagheera (2000)
- Le Mini-Guide du basket, scénario de Patrick Larme, dessins de Gabriel Amano, Vents d'Ouest (2000)
- Les Signes du zodiaque, Vents d'Ouest (1999)
- Le Mini-Guide des animaux familiers, Vents d'Ouest (1999)
- La BD fait sa cuisine, Bagheera (1999)
- Bob & Bob, Paquet (1999)
- Les Contes du pays d'Auva, Albedo Productions (1997). Réédition chez Ludivine (2001)
- Les Fées : 1, Fées par braire, avec François Froideval, Dargaud (1996)